# Yoo Nam-kyu

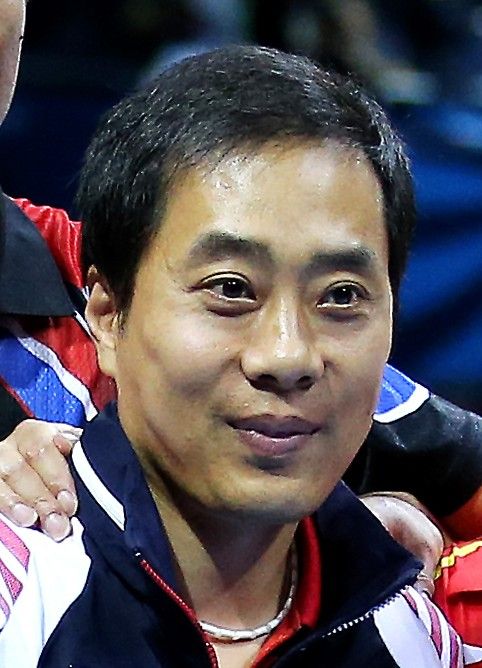
Yoo Nam-kyu (2012)

Yoo Nam-kyu (Koreaans: 유남규) (Busan, 4 juni 1968) is een Zuid-Koreaans professioneel tafeltennisser. Hij werd op de Olympische Zomerspelen 1988 in eigen land de allereerste olympisch kampioen enkelspel. Een jaar later won hij samen met Hyun Jung-hwa het wereldkampioenschap in het gemengd dubbel.

## Sportieve loopbaan
Toen Yoo begon aan de Olympische Spelen van 1988 had hij in Azië zijn sporen inmiddels nagelaten. In de wereld van de mondiale toernooien stond hij nog niet in de boeken, maar daar kwam spoedig verandering in. In Seoel besliste hij in de eindstrijd van het enkelspeltoernooi een Zuid-Koreaans onderonsje met Kim Ki-taik in zijn voordeel. Yoo nam daarnaast ook in het dubbelspel eretaal mee naar huis, brons. Deze medaille haalde hij op de Spelen van 1992 en 1996 weer op, twee keer met een andere partner.
Yoo gaf een vervolg aan zijn olympische titel op het WK 1989 in Dortmund. Samen met zijn landgenote Hyun Jung-hwa bereikte hij de finale van het gemengd dubbelspel, waarin het Joegoslavische duo Zoran Kalinić/Gordana Perkučin het onderspit dolf. Het zou Yoo's enige WK-zege blijken, want hoewel hij samen met wederom Jung-hwa in Göteborg 1993 opnieuw de finale haalde, waren Wang Tao en Liu Wei ditmaal het sterkere koppel. Wel won de Zuid-Koreaan nog drie andere wereldtitels, door zowel de World Doubles Cup van 1990 als 1992 te winnen en in 1995 met de Zuid-Koreaanse ploeg de WTC-World Team Cup.
Yoo speelde van 1996 tot en met 1999 op de ITTF Pro Tour, maar behaalde daarbij geen toernooioverwinningen. Het dichtst bij succes kwam hij op het Amerika Open van 1997, toen hij verliezend finalist was in het dubbelspel.

## Erelijst
Belangrijkste resultaten:
- Olympisch kampioen enkelspel 1988
- Brons in het dubbelspel op de Olympische Spelen van 1988 (met Ahn Jae-hyung), 1992 (met Kim Taek-soo) en 1996 (met Lee Chul-seung)
- Wereldkampioen gemengd dubbel 1989, zilver in 1993 (beide met Hyun Jung-hwa)
- Brons WK dubbelspel 1987 (met Ahn Jae-hyung) en 1993 (met Kim Taek-soo)
- Brons WK-landenteams 1995 en 1997 (met Zuid-Korea)
- Winnaar World Doubles Cup 1990 en 1992 (beide met Kim Taek-soo)
- Winnaar WTC-World Team Cup 1995 (met Zuid-Korea)
- Brons op de World Cup enkelspel 1992
- Winnaar Aziatische Spelen enkelspel 1986
- Winnaar Aziatisch kampioenschap gemengd dubbel 1988 en 1990 (beide met Hyun Jung-hwa)

1988: Yoo Nam-kyu ·
1992: Jan-Ove Waldner ·
1996: Liu Guoliang ·
2000: Kong Linghui ·
2004: Ryu Seung-min ·
2008: Ma Lin ·
2012: Zhang Jike ·
2016: Ma Long ·
2020: Ma Long ·
2024: Fan Zhendong
- Gemeinsame Normdatei: 1154604527
- Virtual International Authority File: 27152138512810981049